# Lingue eschimo-aleutine
Le lingue eschimo-aleutine (chiamate escaleutine, eschimesi o macroeschimesi) formano una famiglia linguistica, nativa della Groenlandia, del Canada settentrionale, dell'Alaska, e di alcune parti della Siberia (dove hanno avuto origine). Questa famiglia è composta dalle lingue eschimesi (conosciute come Inuit) nel nord dell'Alaska, del Canada ed in Groenlandia, dalle lingue yupik nell'Alaska sud-occidentale ed in Siberia, e dalla singola lingua aleutina delle Isole Aleutine e delle Isole Pribilof. 
Eschimese è un esonimo di origine algonchina ed è un nome di cui viene sconsigliato l'uso, ma si mantiene per indicare le lingue Yuit-Yup'ik-Inuit nel loro insieme. In Canada si preferisce usare Inuit. In Alaska si preferiscono Yup'ik, Inupiaq, o Inuit, a seconda del popolo a cui ci si riferisce.

## Classificazioni
Tradizionalmente le lingue eschimesi si dividono in Inuit e Yup'ik (o Yup'ik-Yuit). Ad ogni modo, anche se può essere tecnicamente corretto sostituire il termine eschimese con Yup'ik in questa classificazione, ciò non si può accettare per la maggior parte delle lingue inuit. Inoltre la dicotomia siberiano-alaskiana sembra essere più geografica che linguistica.
Lingue eschimo-aleutine
- Lingua aleutina
  - Dialetti centro-occidentali* Atkan, Attuan, Unangan, Bering (60-80 parlanti)
  - Dialetti orientali* Unalaskan, Pribilof (400 parlanti)
- Lingue eschimesi (yup'ik, yuit, ed inuit)
  - Lingua yup'ik dell'Alaska centrale (10 000 parlanti)
  - Lingua alutiiq o Yup'ik del golfo del Pacifico (400 parlanti)
  - Lingua yupik siberiana o Yuit (Isola Chaplinon e Isola di San Lorenzo, 1400 parlanti)
  - Lingua naukan (70 parlanti)
  - Lingua inuit o Inupik (75 000 parlanti)
    - Lingua inupiaq (Alaska settentrionale, 3 500 parlanti)
    - Inuvialuktun o Inuktun (Canada occidentale; 765 parlanti)
    - Lingua inuktitut (Canada orientale; insieme all'inuktun ed all'inuinnaqtun, 30 000 parlanti)
    - Lingua groenlandese o Kalaallisut (Groenlandia, 47 000 parlanti)
- Lingua sirenik (estinta)

Secondo Ethnologue la famiglia linguistica eschimo-aleutina è così composta:
- Lingua aleutina [codice ISO 639-3 ale]
- Lingue eschimesi
  - Lingue inuit
    - Lingua inuktitut canadese orientale [ike]
    - Lingua inuinnaqtun o inuktitut canadese occidentale [ikt]
    - Lingua inupiatun alaskana settentrionale [esi]
    - Lingua inupiatun dell'Alaska nordoccidentale [esk]
    - Lingua groenlandese o kalaallisut [kal]

  - Lingue yupik
    - Lingue yupik alaskane
      - Lingua yupik centrale [esu]
      - Lingua alutiiq o yup'ik del golfo del Pacifico [ems]

    - Lingue yupik siberiane
      - Lingua yupik siberiana centrale [ess] (USA)
      - Lingua yupik naukan [ynk]
      - Lingua yupik sirenik [ysr] (Siberia)

Le eschimo-aleutine sono imparentate con le lingue amerinde, uno dei due gruppi linguistici nativi delle Americhe, che rappresenta la prima grande ondata migratoria dall'Asia in America. L'altro gruppo è il na-dene (che include le lingue athabaska e poche altre lingue), il quale rappresenta la seconda ondata migratoria asiatica nel continente americano, che rispetto alla prima fu più piccola e recente.

## Confronti lessicali
Segue una breve tabella di confronto lessicale nel vocabolario di base delle lingue appartenenti alla famiglia eschimo-aleutina (circa 60 parole). Si noti che gli spazi vuoti non implicano l'assenza di equivalente interlinguistico in una particolare lingua per descrivere quel concetto, piuttosto che la parola in questione è formata da un'altra radice lessicale e non è imparentata con altre parole della lista. Inoltre potrebbero verificarsi spostamenti di significato da una lingua all'altra e quindi il "significato comune" è soltanto approssimativo. In alcuni casi la forma riportata si trova soltanto in alcuni dialetti della lingua in questione. Le forme sono riportate secondo l'ortografia latina laddove non specificato diversamente. 
|                                     | significato comune                                | Aleutino         | Proto-eschimese | Sirenik         | Yupik siberiano  | Alutiiq         | Yup'ik          | Seward Inupiaq  | Qawiaraq        | Malimiutun      | North Slope     | Uummarmiutun    | Siglitun        | Inuinnaqtun     | Natsilik        | Kivalliq        | Aivilik         | Baffin settentrionale | Baffin meridionale | Nunavik         | Inuttut del Labrador | Groenlandese settentrionale | Groenlandese occidentale | Groenlandese orientale |
| ----------------------------------- | ------------------------------------------------- | ---------------- | --------------- | --------------- | ---------------- | --------------- | --------------- | --------------- | --------------- | --------------- | --------------- | --------------- | --------------- | --------------- | --------------- | --------------- | --------------- | --------------------- | ------------------ | --------------- | -------------------- | --------------------------- | ------------------------ | ---------------------- |
| Persone                             |                                                   |                  |                 |                 |                  |                 |                 |                 |                 |                 |                 |                 |                 |                 |                 |                 |                 |                       |                    |                 |                      |                             |                          |                        |
|                                     |                                                   |                  |                 |                 |                  |                 |                 |                 |                 | tau             | tau             | tau             | tau             | tau             | tau             | tau             | tau             | tau                   | tau                | tau             | tau                  | taa                         | taa                      |                        |
| Nonno/Padre                         | adax̂/taatax̂                                       | *ata *ata-ata    | ata             | ata             | ata              | aata            | ata/ava         | ata/ava         | aapa/taata      | aapa            | aapa/ata        | aappak/ataatak  | aappak          | ataata          | ataata          | ataata          | ataata          | ataata                | ataata             | ataata          | ataata               | ataataq                     | alaala                   |                        |
| Madre                               | anax̂                                              | *ana *ana-ana    | nana            | naa/ana         | aana             | aana            | aaga            | aaga            | aaka            | aaka            | aaka            | amaamak/aana    | amaamak/anaana  | anaana          | anaana          | anaana          | anaana          | anaana                | anaana             | anaana          | anaana               | anaanaq                     | annivik                  |                        |
| Figlio                              |                                                   | *iʁni-ʁ          | irnex           | ighneq          | irneq            | irneq           | irniq           | irniq           | irñiq           | irñiq           | irñiq           | irniq           | irniq           | irniq           | irniq           | irniq           | irniq           | irniq                 | irniq              | innik           | irniq                | irneq                       | irniq                    |                        |
| Figlia                              |                                                   | *paniɣ           | panex           | panik           | panik            | panik           | panik           | panik           | panik           | panik           | panik           | panik           | panik           | panik           | panik           | panik           | panik           | panik                 | panik              | panik           | panik                | panik                       | panik                    |                        |
| Fratello più anziano (di una donna) | huyux̂                                             | *aNǝ-LГun        | anta            | aningak         | anngaq           | anngaq          | ani             | ani             | ani             | ani             | ani             | aniraaluk       | ani             | ani             | ani             | ani             | ani             | ani                   | ani                | anik            | ani                  | ani                         | ani                      |                        |
| Sorella più anziana (di un uomo)    | uhngix                                            | *aleqa           | nuskit          | alqaq           | aɫqaq            | aliraq          | aliqaq          | aliqaq          | aliqaq          | aliqaq          | aliqaq          | aliqaq          | aliqaq          | aliqaq          | aliqaq          | aliqaq          | aliqannaq       | angajuk               | angajuk            | angajuk         | aliqa                | aleqaq                      | alara                    |                        |
| Fratello più giovane (di una donna) | kingii                                            | *nukaq           | ungjex          | uyughaq         | uyuwaq           | uyuraq          | nukaq           | nukaq           | nukaaluk        | nukaaluk        | nukaq           | nukaq           | nukaq           | nukaq           | mukaq           | nukaq           | nukaq           | nukaq                 | nukaq              | nukak           | nukaq                | nukaq                       | nukaq                    |                        |
| Sorella più giovane (di un uomo)    | uhngix                                            | *nayak           | najex           | nayak           | nayak            | nayak           | nayak           | nayak           | nayak           | nayak           | nayak           | nayak           | nayak           | nayak           | nayak           | najak           | najak           | najak                 | najak              | najaatsuk       | najak                | najak                       | najak                    |                        |
| Marito                              | ugi                                               | *uɣi             | uga             | ugwik           | wik              | wii             | ui              | ui              | ui              | ui              | ui              | ui              | ui              | ui              | ui              | ui              | ui              | ui                    | ui                 | uik             | ui                   | ui                          | uviq                     |                        |
| Moglie                              | ayagax̂                                            | *nuLiaq          | nucix           | nuliiq          | nuliq            | nuliaq          | nuliaq          | nuliaq          | nuliaq          | nuliaq          | nuliaq          | nuliaq          | nuliaq          | nuliaq          | nuliaq          | nuliaq          | nuliaq          | nuliaq                | nuliaq             | nuliak          | nuliaq               | nuliaq                      | nuliaq                   |                        |
| Famiglia/Parenti                    | ilaanux̂                                           | *ila             | ila             | ila             | ila              | ila             | ila             | ila             | ila             | ila             | ila             | ila             | ila             | ila             | ila             | ila             | ila             | ila                   | ila                | ila             | ila                  | ila                         | ila                      |                        |
| Uomo                                | tayaĝux̂                                           | *aŋu-nt          | angeta          | angun           | angun            | angun           | angun           | angun           | angun           | angun           | angun           | angun           | angun           | angut           | angut           | angut           | anguti          | anguti                | anguti             | angutik         | angut                | angut                       | tikkaq                   |                        |
| Donna                               | ayaĝax̂                                            | *aʁnaq           | arnax           | arnaq           | arnaq            | arnaq           | arnaq           | arnaq           | arnaq           | arnaq           | arnaq           | arnaq           | arnaq           | arnaq           | arnaq           | arnaq           | arnaq           | arnaq                 | arnaq              | annak           | arnaq                | arnaq                       | nuliakkaaq               |                        |
| Bambino                             | hlax                                              | *aleqa           | nukeɫpegaẋ      | nukaɫpegaq      | nukaɫpiaq        | nukaɫpiaq       | nugatpiaq       | nugatpiaq       | nukatpiaq       | nukatpiaq       | nukatpiaq       | nukatpiraq      | nukatpiaq       | nukatpiaq       | nukatpiaq       | nukappiaq       | nukappiaq       | nukappiaq             | nukappiaq          | nukappiak       | nukappiaq            | nukappiraq                  | nugappiaq                |                        |
| Bambina                             | ayaĝaadax̂                                         | *nǝvi(a)ʁc(ǝɣ)a- | náẋserráẋ       | neveghsaq       |                  | neviarcaq       | niaqsaaʁruk     | niaqsiaʁruk     | niviaqsiaʁruk   | niviaqsiaʁruk   | niviakkaq       | niviaqsiraq     | niviaqhiaq      | niviaqhiaq      | niviakkiaq      | niviaqsiaq      | niviaqsaaq      | niviaqsiaq            | niviatsiaq         | niviatsiak      | niviarhiaq           | niviarsiaraq                | niiarsiaq                |                        |
| Persona                             | anĝaĝinax̂                                         | *inguɣ           | jux             | yuk             | suk              | yuk/cuk         | inuk            | inuk            | iñuk            | iñuk            | iñuk            | inuk            | inuk            | inuk            | inuk            | inuk            | inuk            | inuk                  | inuk               | inuk            | inuk                 | inuk                        | iik                      |                        |
| Suocera                             |                                                   | *caki            | saka            | saki            | caki             | cakiq           | sagi            | chagi           | saki            | saki            | hakigaq         | saki            | haki            | haki            | hakigaq         | saki            | saki            | saki                  | saki               | sakik           | haki                 | saki                        | saqiq/sagiq              |                        |
| Pronomi personali                   | Io, me, mi (singolare)                            | ting             | *vi             | menga           | hwanga           | w'iinga         | w'iinga         | wanga           | uanga           | uvanga          | uvanga          | uvanga          | uvanga          | uvanga          | uvanga          | uvanga          | uvanga          | uvanga                | uvanga             | uvaqa           | uvak                 | uanga                       | uanga                    | uara                   |
| Pronomi personali                   | Noi due (duale)                                   | tingix           | *vik            |                 | hwagakuk         | w'iingakuk      | w'iingakuk      | waguk           | uaguk           | uvaguk          | uvaguk          | uvaguk          | uvaguk          | uvaguk          | uvaguk          | uvaguk          | uvaguk          | uvaguk                | uvaguk             | uvaguk          | uvaguk               |                             |                          |                        |
| Pronomi personali                   | Noi (plurale)                                     | tingin(s)        | *vit            | mengaketa       | hwagakuta        | w'iingakuta     | w'iingakuta     | wagut           | uagut           | uvagut          | uvagut          | uvagut          | uvagut          | uvagut          | uvagut          | uvagut          | uvagut          | uvagut                | uvagut             | uvagut          | uvagut               | uagut                       | uagut                    | uangit                 |
| Pronomi personali                   | Tu, te, ti (singolare)                            | txin             | *ǝɫ-vǝn-t       | ɫpi             | ɫpet             | eɫpet           | eɫpet           | ivlin           | ilvin           | ilvich          | ilvich          | ilvik           | ilvit           | ilvit           | ivrit/itvin     | igvin/idvin     | igvit           | ivvit                 | ivvit              | ivvit           | iffit                | ihhit/i'lit                 | iɫɫit                    | ittit                  |
| Pronomi personali                   | Voi due (duale)                                   | txidix           | *ǝɫ-ptek        |                 | ɫpetek           | eɫpetek         | eɫpetek         | iliptik         | iliptik         | iliptik         | iliptik         | iliptik         | iliptik         | iliptik         | iliptik         | iliptik         | iliptik         | ilissik               | ilittik            | ilittik         | ilittik              |                             |                          |                        |
| Pronomi personali                   | Voi (plurale)                                     | txichix          | *ǝɫ-vcet        | ɫpisi           | ɫpesi            | eɫpici          | eɫpeci          | ilipsi          | ilipsi          | ilivsi          | ilivsi          | iliffi          | ilipsi          | iliffi          | iliphi          | iliphi          | ilipsi          | ilissi                | ilitsi             | ilitsi          | ilitsi               | ilissi                      | ilissi                   | ilitsi                 |
| Pronomi personali                   | Lui/Lei/Esso                                      | -kux             | *tuq            | -jix            | -tuq             | -tuq            | -tuq            | -ruq            | -ruq            | -ruq            | -ruq            | -ruq            | -yuaq           | -yuq            | -ruq            | -yuq            | -yuq            | -juq                  | -juq               | -juq            | -juk                 | -huq                        | -soq, poq                | -tuq, puq              |
| Pronomi personali                   | -Tu stesso-a/Loro stessi-e/Esso stesso            | ilaan(s)/udan(s) | *ǝɫ-ŋat *ukuat  | langwi/uket     | lngit/ukut       | elita/ukut      | eliita/ukut     | ilaat/ugua      | ilaat/ugua      | ilaat/ukua      | ilaat/ukua      | ilaat/ukua      | ilaat/ukua      | ukua/ukkua      | ukua/ukkua      | ukua/ukkua      | ukua/ukkua      | ukua/ukkua            | ukua/ukkua         | ukua/ukkua      | ukua/ukkua           | ukua/ukkua                  | ukua/ukkua               | ugua/ukkua             |
| Pronomi personali                   | -mi (affissi I persona singolare)                 | -kuq             | *tua *kuq       | -jua            | -tua             | -tua            | -tua, -runga    | -runga          | -runga          | -runga          | -runga          | -yunga, -yuami  | -yunga          | -yunga          | -runga          | -yunga          | -junga          | -junga                | -junga             | -junga          | -junga               | -junga                      | -punga, sunga            | -pua, lua              |
| Pronomi personali                   | -ti (affissi II persona singolare)                | -kuxt            | *it             | -jet            | -ten             | -ten            | -ten            | -rutin          | -rutin          | -rutin          | -rutin          | -rutin          | -yutin          | -yutin          | -rutit          | -yutit          | -jutit          | -jutit                | -jutit             | -jutit          | -jutit               | -hutit                      | -sutit                   | -sulit                 |
| Pronomi personali                   | -lo, -la (affissi III persona singolare)          | -kux             | *tuq            | -jix            | -tuq             | -tuq            | -tuq            | -ruq            | -ruq            | -ruq            | -ruq            | -ruq            | -yuaq           | -yuq            | -ruq            | -yuq            | -yuq            | -juq                  | -juq               | -juq            | -juk                 | -huq                        | -soq, poq                | -tuq, puq              |
| Pronomi personali                   | mio (affissi)                                     | -ng              | *nga            | -ka/qa          | -ka/qa           | -ka/qa          | -ka/qa          | -ga/ra          | -ga/ra          | -ga/ra          | -ga/ra          | -ga/ra          | -ga/ra          | -ga/ra          | -ga/ra          | -ga/ra          | -ga/ra          | -ga/ra                | -ga/ra             | -ga/ra          | -ga                  | -ga/ra                      | -ga/ra                   | -nga/ra                |
| Pronomi personali                   | tuo (affissi)                                     | -n               | *in             | -n              | -n               | -n              | -n              | -n              | -n              | -n              | -n              | -n              | -n              | -t              | -t              | -t              | -t              | -it                   | -it                | -it             | -it                  | -t                          | -t                       | -t                     |
| Pronomi personali                   | suo/sua (affissi)                                 | -(n)gan          | *ngan           | -nga/a          | -nga/a           | -nga/a          | -nga/a          | -nga/a          | -nga/a          | -nga/a          | -nga/a          | -nga/a          | -nga/a          | -nga/a          | -nga/a          | -nga/a          | -nga/a          | -nga/a                | -nga/a             | -nga/a          | -nga/a               | -nga/a                      | -nga/a                   | -nga/a                 |
| Pronomi personali                   | lui/lei/esso/essa (affissi III persona singolare) | -kuu/qaa         | *jaa/kaa        | -jaa/kaa        | -taa/kaa         | -taa/kaa        | -taa/kaa        | -raa/gaa        | -raa/gaa        | -raa/gaa        | -raa/gaa        | -yaa/gaa        | -yaa/gaa        | -raa/gaa        | -yaa/gaa        | -jaa/gaa        | -jaa/gaa        | -jaa/gaa              | -jaa/gaa           | -jaa/gaa        | -jaa/gaa             | -jaa/gaa                    | -saa/gaa                 | -laa/ngaa              |
| Pronomi personali                   | Chi (Interrogativo)                               | kiin             | *kina           | kiin            | kina             | kina            | kina            | kina            | kina            | kina            | kina            | kina            | kina            | kina            | kina            | kina            | kina            | kina                  | kina               | kina            | kina                 | kina                        | kina                     | kia                    |
| Pronomi personali                   | Cosa (Interrogativo)                              | alqux            | *caŋu           | sangǝ̄́ca         | sangwa/suna      | cacaq           | cacaq/tcauna    | suna            | sua             | sua             | suna/suva       | huna            | suna            | huna            | huna            | huna            | suna            | kisu                  | suna               | suna            | suna                 | kihu                        | suna/sua                 | kisik                  |
| Pronomi personali                   | Perché (Interrogativo)                            | alqul(-usaal)    | *caŋu           | sangaami        | sangami          | cin/caluni      | ciin/caluni     | suami           | suami           | summan/suvataa  | summan/suvataa  | huuq            | suuq            | huuq            | huuq            | huuq            | suuq            | suuq                  | sungmat            | sumut           | summat               | huuq                        | suuq                     | suuq                   |
| Pronomi personali                   | Dove (Interrogativo)                              | qaataa           | *nani           | nani            | nani/naa/sami    | nama/nani       | nani/cami       | naung/nani      | naunga/nani     | sumi/nani/naung | sumi/nani/naung | humi/nani/nau   | sumi/nani/naung | humi/nani/naung | humi/naung      | nani/naung      | sumi/nauk       | nani/nauk             | nami/nani          | nami/nani       | nami/nani            | humi                        | sumi                     | sumi                   |
| Pronomi personali                   | Quando (Passato/futuro) (Interrogativo)           | qanaayam         | *qanga/qaku     | qanga/qaku      | qavnga/kaku      | qangwaq/qaku    | qangvaq/qaku    | qanga/qagun     | qanga/qagu      | qaglaan/qaku    | qanga/qaku      | qanga/qaku      | qanga/qakugu    | qanga/qakugu    | qanga/qakugu    | qanga/qakugu    | qanga/qakugu    | qanga/qakugu          | qanga/qakugu       | qanga/qakugu    | kanga/kakugu         | qanga/qakugu                | qanga/qaqugu             | qanga/qara             |
| Pronomi personali                   | Come (Interrogativo)                              | alqutal          | *qanuq          | qanex           | qayuq            | qayuq           | qayuq/cangstun  | qanuq           | qanuq           | qanuq           | qanuq           | qanuq           | qanuq           | qanuq           | qanuq           | qanuq           | qanuq           | qanuq                 | qanuq              | qanuq           | kanuk                | qanuq                       | qanoq                    | qaniq                  |
| Parti del corpo                     | Mento                                             | tsamlu           | *tsamlu         | tamla           | tamlu            | tamluq          | tamlu           | tavlu           | tavluq          | tavlu           | tavlu           | tavlu           | tablu           | tablu           | tablu           | tablu           | tablu           | tallu                 | tallu              | tallu           | talluk               | taddu                       | taɫɫu                    | tattuq                 |
| Parti del corpo                     | Cuore                                             | kanuux̂           | *uŋ-uma-        | ungevata        | unguvan          | unguwan         | unguvan         | uumman          | uumman          | uumman          | uumman          | uumman          | uumman          | uumman          | uummat          | uummat          | uummat          | uummati               | uummati            | uummati         | uummatik             | uummat                      | uummat                   | iimmat                 |
| Parti del corpo                     | Sangue                                            | aamaaxs          | *aruɣ           | acex/arux       | awk              | auk             | auk             | awk             | auk             | auk             | auk             | auk             | auk             | auk             | auk             | auk             | auk             | auk                   | auk                | auk             | auk                  | auk                         | aak                      | aak                    |
| Parti del corpo                     | Capo                                              | kamĝix̂           | *ńarǝ-qu-       | iiceqeẋ         | naasquq/nayquq   | nasquq          | nacquq          | niaquq          | niaquq          | niaquq          | niaquq          | niaquq          | niaquq          | niaquq          | niaquq          | niaquq          | niaquq          | niaquq                | niaquq             | niaquq          | niakuk               | niaquq                      | niaqoq                   | suuniq                 |
| Parti del corpo                     | Capelli                                           | iimlix           | *ńujaq          | nujǝẋ/jujǝẋ     | nuyaq            | nuyaq           | nuyaq           | nuyaq           | nuyaq           | nuyaq           | nuyaq           | nuyaq           | nuyaq           | nuyaq           | nuyaq           | nuyaq           | nujaq           | nujaq                 | nujaq              | nujaq           | nujak                | nujaq                       | nujaq                    | nujaq                  |
| Parti del corpo                     | Occhio                                            | dax̂              | *irǝ            | eca             | iya              | ii/iingaq       | ii/iingaq       | izi             | izi             | iri             | iri             | iyi             | iyi             | iyi             | iri             | iyi             | iji             | iji                   | iji                | iji             | ijik                 | ihi                         | isi                      | ili                    |
| Parti del corpo                     | Ciglio                                            | dam qaxsaa       | *qǝmǝʁja-       | qemerjax/seqpix | qemeryaq/siqpik  | qemeryaq/ciqpik | qemeryaq/ciqpek | qimiriaq/siqpiq | qimiriaq/siqpik | qimiriaq/siqpik | qimiriaq/siqpik | qimiriaq/hiqpik | qimiriaq/siqpik | qimiriaq/hiqpik | qimiriaq/hiqpik | qimiriaq/hiqpik | qimiriaq/siqpik | qimiriaq/siqpik       | qimiriaq/siqpik    | qimiriaq/siqpik | kimigiak/sippik      | qimiriaq/hiqpik             | qimeriaq/serpik          | qimiiaq/sirpik         |
| Parti del corpo                     | Orecchio                                          | tutusix̂          | *ciɣunt         | siigeta         | sigun            | cuun            | ciun            | siun            | siun            | siun            | siun            | hiun            | siun            | hiun            | hiut            | hiut            | siut            | siuti                 | siuti              | siuti           | siutik               | hiut                        | siut                     | siit/*tusaat           |
| Parti del corpo                     | Naso                                              | angusix̂          | *qǝŋa-          | qengax          | qengaq           | qengaq          | qengaq          | qingaq          | qingaq          | qingaq          | qingaq          | qingaq          | qingaq          | qingaq          | qingaq          | qingaq          | qingaq          | qingaq                | qingaq             | qingaq          | kingak               | qingaq                      | qingaq                   | qingaq                 |
| Parti del corpo                     | Braccio                                           | chuyux̂           | *taɫi-          | jaqex           | taɫiq            | taɫiq           | taɫiq           | taliq           | taliq           | taliq           | taliq           | taliq           | taliq           | taliq           | taliq           | taliq           | taliq           | taliq                 | taliq              | taliq           | talik                | taliq                       | taleq                    | taliq                  |
| Parti del corpo                     | Mano                                              | chax̂             | *arɣa           | ácxeẋ           | aykaq            | aikaq           | aikaq           | agrak           | agraq           | argak           | argak           | argak           | adjgak *aygak   | algak           | argak           | adjgak          | aggak           | aggak                 | aggak              | aggak           | aggak                | aghak                       | assak                    | attak                  |
| Parti del corpo                     | Dito                                              | atx̂ux̂            | *ińura-         | nurax           | yughaq           | suaraq          | yuaraq          | inugaq          | inugaq          | iñugaq          | iñugaq          | iñugaq          | inugaq          | inugaq          | inugaq          | inugaq          | inugaq          | inugaq                | inugaq             | inugaq          | inugak               | inugaq                      | inuaq                    | iiaq                   |
| Parti del corpo                     | Unghia                                            |                  | *kikra          |                 | kiikiak          |                 |                 | kigiak          | kikiak          | kikiak          | kikiak          | kikiak          | kikiak          | kikiak          | kikiak          | kikiak          | kikiak          | kikiak                | kikiak             | kikiak          | kikiak               | kikiak                      | kikiak                   | kigiak                 |
| Parti del corpo                     | Pancia                                            | xax              | *aqja           | aqii            | aqyaq            | aqsaq           | aqsaq           | aqiaq           | aqiaq           | aqiaq           | aqiaq           | aqiaq           | aqiaq           | aqiaq           | aqiaq           | aqiaq           | aqiaq           | aqiaq                 | aqiaq              | aqiaq           | akiak                | aqiaq                       | aqajaq                   | ariaq                  |
| Parti del corpo                     |                                                   |                  |                 |                 |                  |                 |                 |                 |                 |                 | qalasiq         | qalahiq         | qalasiq         | qalahiq         | qalahiq         | qalahiq         | qalasiq         | qalasiq               | qalasiq            | qalasiq         | kalasik              | qalahiq                     | qalaseq                  |                        |
| Parti del corpo                     | Ginocchio                                         | chidiĝix         | *ciɣǝr-qu       | sigesqeẋ        | serquq           | cisquq          | ciisquq         | siitquq         | siitquq         | siitquq         | siitquq         | hiitquq         | siitquq         | hiitquq         | hiitquq         | hiitquq         | siiqquq         | siiqquq               | siiqquq            | siirquq         | siikkuk              | hiiqquq                     | siiqqoq                  |                        |
| Parti del corpo                     | Polpaccio                                         | tugaadix̂         | *nakacuɣ-na-    | nakasegnax      | nakasugnaq       | nakacugnaq      | nakacugnaq      | nakasungnaq     | nakasungnaq     | nakasrungnaq    | nakasungnaq     | nakahungnaq     | nakasungnaq     | nakahungnaq     | nakahungnaq     | nakahungnaq     | nakasungnaq     | nakasungnaq           | nakasunnaq         | nakasunnaq      | nakasunnak           | nakahungnaq                 | nakasunnaaq              |                        |
| Parti del corpo                     | Piede                                             | kitax̂            | *itǝɣ-(a-)      | ítegá           | itegaq           | itaq            | itgaq           | itigak          | itigaq          | isigak          | isigak          | ihigak          | itigak          | itigak          | ihigak          | itigak          | itigak          | isigak                | itigak             | itigak          | itigak               | ihigak                      | isigak                   |                        |
| Parti del corpo                     |                                                   |                  |                 |                 |                  |                 |                 |                 |                 |                 | itiq            | itiq            | itiq            | itiq            | itiq            | itiq            | itiq            | itiq                  | itiq               | itiq            | itik                 | itiq                        | iteq                     | iliq? *kiaavik         |
| Animali                             | Caribù                                            | itx̂aygix̂         | *tuŋtu          | tumta           | tungtu           | tuntu           | tuntu           | tuttu           | tuttu           | tuttu           | tuttu           | tuttu           | tuktu           | tuktu           | tuktu           | tuktu           | tuktu           | tuktu                 | tuttu              | tuttu           | tuttuk               | tuktu                       | tuttu                    | tuttuq                 |
| Animali                             | Cigno                                             | qukingix̂         | *quɣruɣ         | qerúmɫeráẋ      | quuk             | qugyuq          | qugyuq          | qugruk          | qugruk          | qugruk          | qugruk          | qugruk          | qugyuk          | qugyuk          | qugyuk          | qugyuk          | qugjuk          | qugjuk                | qujjuk             | qujjuk          | kutjuk               | qughuk                      | qussuk                   | qutsuk                 |
| Animali                             | Oca canadese                                      | laĝix̂            | *lǝqlǝʁ         | leẋɫeẋ          | leghɫeq          | neqɫeq          | neqɫeq          | lirliq          | lirliq          | lirliq          | nirliq          | nirliq          | nirliq          | nirliq          | nirliq          | nirliq          | lirliq/nirliq   | nirliq                | nirliq             | nirliq          | nillik               | nirliq                      | nerɫeq                   | nirtiq                 |
| Animali                             | Orca                                              | aglux̂            | *aʁɫuɣ          | arɫux?          | arɫuk            | aqɫuk           | arɫuk           | aarlu           | aarlu           | aarlu           | aarlu           | aarlu           | aarlu           | aarlu           | aarluk          | aarluk          | aarluk          | aarluk                | aarluk             | aarluk          | aalluk               | aarluk                      | aarɫuk                   | aartiq?                |
| Animali                             | Scoiattolo artico                                 | sixsix           | *sigsik         | siksix          | sikik            | cikik           | cikik           | siksrik         | chiksrik        | siksrik         | siksrik         | siksrik         | siksik          | hikhik          | hiksik          | hikhik          | siksik          | siksi                 | sitsik             | sitsik          | sitsik               | highik                      | sissi                    | sitsiq                 |
| Animali                             | Pernice bianca                                    | aĝdiikax̂         | *aqărɣiʁ        | aqergex         | aqargiiq/aqarriq | aqasgiiq        | aqazgiiq        | arargiq         | arargiq         | aqargiq         | aqargiq         | aqaygiq         | aqiygiq         | aqilgiq         | aqirgiq/aqigriq | aqidjgiq        | aqiggiq         | aqiggiq               | aqiggiq            | aqiggiq         | akiggik              | aqighiq                     | aqisseq                  | nagalaraq              |
| Animali                             |                                                   |                  |                 |                 |                  |                 |                 |                 |                 |                 | aahaaliq        | ahaangiq        | ahaangiq        | aahaalliq       | ahaangiq        | ahaangiq        | ahaangiq        | ahaangiq              | ahaangiq           | ahaangiq        | ahaangik             | ahaangiq                    | ahaangiq                 | ahaangiq               |
| Animali                             | Balena                                            | alax̂             | *aʁvǝʁ          | arvex           | arveq            | arweq/arruq     | arveq           | arviq           | arviq           | arviq           | arviq           | arviq           | arviq           | arviq           | arviq           | arviq           | arviq           | arviq                 | arviq              | arviq           | avvik                | arviq                       | arfeq                    | arpiq                  |
| Animali                             |                                                   |                  |                 |                 |                  |                 |                 |                 |                 |                 | qimmiq          | qimmiq          | qimmiq          | qinmiq          | qingmiq/qimmiq  | qingmiq/qimmiq  | qimmiq          | qimmiq                | qimmiq             | qimmiq          | kimmik               | qimmiq                      | qimmeq                   | qimmiq                 |
| Animali                             | Pesce                                             | qax̂              | *ǝqaɫuɣ         | iqeɫex          | iqaɫuk           | iqaɫuk          | iqaɫuk          | iraluk          | iraluk          | iqaluk          | iqaluk          | qaluk           | iqaluk          | iqaluk          | iqaluk          | iqaluk          | iqaluk          | iqaluk                | iqaluk             | iqaluk          | ikaluk               | iqaluk                      | eqaluk                   | iqalik                 |
| Animali                             | Pidocchio                                         | kitux̂            | *kumaɣ          | kúmex           | kumak            | kumak           | kumak           | kumak           | kumak           | kumak           | kumak           | kumak           | kumak           | kumak           | kumak           | kumak           | kumak           | kumak                 | kumak              | kumak           | kumak                | kumak                       | kumak                    | kumak                  |
| Altro                               | Atmosfera/Clima/Fuori                             | silan/slax̂       | *cǝla           | siɫa            | sɫaa             | ɫa              | ciɫa/ella       | sila            | chila           | sila            | sila            | hila            | sila            | hila            | hila            | hila            | sila            | sila                  | sila               | sila            | sila                 | hila                        | sila                     | sila                   |
| Altro                               | Sì                                                | aang             | *aa/ii          | ii              | ii               | ii-i            | ii-i            | ii-i            | ii-i            | ii              | ii              | ii              | ii              | ii              | ii              | ii              | ii              | ii                    | ii                 | ii              | ii                   | ii                          | aap                      | ii                     |
| Altro                               | No                                                | nangaa           | *naaka *qaanga  | naaka           | naka/naah        | kaa             | ina/qanga       | naami/naagga    | qanngaq/naagga  | naumi/naakka    | naumi/naagga    | naggai          | naaggai         | imannaq         | iiq/naagga      | naung/naagga    | nauk/aakka      | aakka/naagga          | aukka/aggaq        | naggai/nauk     | aukang               | na'a/naagga                 | naami/naagga             | iiqqii                 |
| Altro                               | Casa                                              | ulax̂             | *ǝŋlu           | lu              | inglu            | englu           | englu           | iglu            | iglu            | iglu            | iglu            | iglu            | iglu            | iglu            | iglu            | iglu            | iglu            | iglu                  | illu               | illu            | illuk                | iglu                        | iɫɫu                     | ittiq                  |
| Altro                               | Tenda                                             | pulaatxix̂        | *tupǝʁ          | tupex           | tupeq            |                 |                 | tuviq           | tuviq           | tupiq           | tupiq           | tupiq           | tupiq           | tupiq           | tupiq           | tupiq           | tupiq           | tupiq                 | tupiq              | tupiq           | tupik                | tupiq                       | tupeq                    | tupiq                  |
| Altro                               | Domandare                                         | ahmat-           | *apete          | apet-           | apetaqa-         | apqar-          | apete-          | apiri-          | apiri-          | apiri-          | apiri-          | apiri-          | apiri-          | apiri-          | apiri-          | apiri-          | apiri-          | apiri-                | apiri-             | apiri-          | apigi-               | apiri-                      | aperi-                   | apii-                  |
| Altro                               | Raccontare una storia/una leggenda                | uniikal          | *uniɣ-paʁ-      | unircex         | ungikpaq         | unifkuaq        | unifkaraq       | unipkaaq        | unipkaaq        | unipkaaq        | unipkaaq        | unipkaaq        | unipkaaq        | unipkaaq        | unipkaaq        | unipkaaq        | unipkaaq        | unikkaaq              | unikkaaq           | unikkaaq        | unikkaak             | unikkaaq                    | unikkaaq                 | unikkaaq               |
| Altro                               | Piangere                                          | qidal            | *qiRă-          | qeje            | qeya             | qia             | qeya            | qia             | qia             | qia             | qia             | qia             | qia             | qia             | qia             | qia             | qia             | qia                   | qia                | qia             | kia                  | qia                         | qia                      | qia                    |
| Altro                               | Freccia                                           |                  | *qaʁru          | qarceẋ          | ruuq             | ruuq            | qeruq           | qarruq          | qarruq          | qarruq          | qarruq          | qarruq          | qaryuq          | qaryuq          | qaryuq          | qaryuq          | qarjuq          | qarjuq                | qarjuk             | qajjuk          | katjuk               | qarhuq                      | qarsoq                   | qarliq                 |
| Altro                               | Fiocco di neve                                    | qaniigix̂         | *qaniɣ          | qanix           | qanik            | qanik           | qaniq           | qanik           | qanik           | qanik           | qanik           | qanik           | qanik           | qanik           | qanik           | qanik           | qanik           | qanik                 | qanik              | qanik           | kanik                | qanik                       | qanik                    | qanik                  |
| Altro                               | Prezzo/Valore                                     | akiisal          | *aki            | aka             | aki              | aki             | aki             | aki             | aki             | agi             | agi             | aki             | aki             | aki             | aki             | aki             | aki             | aki                   | aki                | aki             | aki                  | akik                        | aki                      | agiq                   |
| Altro                               | Avere fame                                        | haagil           | *kajak          | kajex           | keek             | kaik            | kaik            | kaak            | kaak            | kaak            | kaak            | kaak            | kaak            | kaak            | kaak            | kaak            | kaak            | kaak                  | kaak               | kaak            | kaak                 | kaak                        | kaak                     | kaak                   |
| Altro                               | Cuoco                                             | unagix̂           | *ǝɣa            | ega             | ega              | ega             | ega             | iga             | iga             | iga             | iga             | iga             | iga             | iga             | iga             | iga             | iga             | iga                   | iga                | iga             | iga                  | iga                         | ega                      | inga                   |
| Altro                               | Fumo                                              | huyux̂s           | *puju           | pujex           | puyuq            | puyuq           | puyuq           | puyuq           | puyuq           | puyuq           | puyuq           | puyuq           | puyuq           | puyuq           | puyuq           | puyuq           | pujuq           | pujuq                 | pujuq              | pujuq           | pujuk                | pujuq                       | pujuq                    | pujuq                  |
| Altro                               | Cenere                                            | utxix̂            | *aʁra           | arex            | aʁra             | araq            | araq            | arra            | arra            | arra            | arra            | arra            | arya            | arya            | arya            | arya            | arja            | arja                  | arja               | ajja            | atjak                | arhaq                       | arsaq                    | arlaq                  |
| Altro                               | Vento                                             | achunal          | *anuqǝ          | anuqa           | anuqa            | anuqa           | anuqa           | anuri           | anuri           | anuri           | anuri           | anuri           | anuri           | anuri           | anuri           | anuri           | anuri           | anuri                 | anuri              | anuri           | anugik               | anuri                       | anori                    | anirsiq                |
| Altro                               |                                                   |                  |                 |                 |                  |                 |                 |                 |                 |                 |                 | anirniq         | anirniq         | anirniq         | anirniq         | anirniq         | anirniq         | anirniq               | anirniq            | anirniq         | aninnik              | anirniq                     | anerneq                  | anirniq                |
| Altro                               | Nome                                              | asax̂             | *atǝʁ           | atex            | ateq             | ateq            | ateq            | atiq            | atiq            | atiq            | atiq            | atiq            | atiq            | atiq            | atiq            | atiq            | atiq            | atiq                  | atiq               | atiq            | atik                 | atiq                        | ateq                     | aliq                   |
| Altro                               | Carico                                            | husix̂            | *uci            | usa             | usi              | uci             | uci             | uzi             | uchi            | usri            | usi             | uhi             | usi             | uhi             | uhi             | uhi             | usi             | usi                   | usi                | usi             | usik                 | uhi                         | usi                      | usi                    |
| Altro                               | Acqua                                             | taangax̂          | *ǝmǝʁ           | mex             | emeq             | meq             | imiq            | imiq            | imiq            | imiq            | imiq            | imiq            | imiq            | imiq            | imiq            | imiq            | imiq            | imiq                  | imiq               | imiq            | imik                 | imiq                        | imeq                     | imiq                   |
| Altro                               | Fuoco                                             | qignal           | *ǝknǝ-          | ekn'ex          | ekneq            | keneq           | keneq           | ikniq           | itniq           | ikniq           | igniq           | ingniq          | ingniq          | ingniq          | ingniq          | ingniq          | ingniq          | ingniq                | inniq              | inniq           | innik                | ingniq                      | inneq                    | igivattattiq           |
| Altro                               |                                                   |                  |                 |                 |                  |                 |                 |                 |                 |                 |                 | qui-            | qui-            | qui-            | qui-            | qui-            | qui-            | qui-                  | qui-               | qui-            | kui-                 | qui-                        | qui-                     | quvi-                  |
| Altro                               | Nave, Barca                                       | ayxaasix̂         | *umi(r)a        | umax            | umiaq            | umiaq           | umiaq           | umiaq           | umiaq           | umiaq           | umiaq           | umiaq           | umiaq           | umiaq           | umiaq           | umiaq           | umiaq           | umiaq                 | umiaq              | umiaq           | umiak                | umiaq                       | umiaq                    | umiaq                  |
| Altro                               | Lago                                              | hanix̂            | *taci-ʁ         | jajvex          | nayvaq           | nanwaq          | nanvaq          | navraq/teziq    | navraq/tachiq   | narvaq/tasriq   | narvaq/tasiq    | narvaq/tahiq    | nayvaq/tasiq    | nalvaq/tahiq    | narvaq/tahiq    | nagvaq/tahiq    | navvaq/tasiq    | navvaq/tasiq          | navvaq/tasiq       | navvaq/tasiq    | navvak/tasik         | nassak/tahiq                | nassak/taseq             | nattak/tasiq           |
| Altro                               | Sole/Giorno                                       | aĝadĝix̂          | *ciqi-nǝʁ       | siqinex         | siqineq/mazaq    | ciqineq/masaq   | ciqineq/macaq   | siriniq/mazaq   | chiqiniq/machaq | siqiñiq/masaq   | siqiñiq         | hiqiñiq         | siqiniq         | hiqiniq         | hiqiniq         | hiqiniq         | siqiniq         | siqiniq               | siqiniq            | siqiniq         | sikinik              | hiqiniq                     | seqineq                  | siirliq                |
| Altro                               | Nuvola                                            |                  | *nụvǝja         |                 |                  |                 |                 | nuiya           | nuwiya          | nuviya          | nuviya          | nuvuya          | nuvuya          | nuvuya          | nuvuya          | nuvuya          | nuvuja          | nuvujaq               | nuvujaq            | nuvujaq         | nuvujak              | nuvujaq                     | nuiaq                    | nuviaq                 |
| Altro                               | Stella                                            | sdax̂             | *umluria        |                 |                  |                 |                 | uvluriaq        | uvluriaq        | uvluriaq        | uvluriaq        | uvluriaq        | ubluriaq        | ubluriaq        | ubluriaq        | ubluriaq        | ubluriaq        | ulluriaq              | ulluriaq           | ulluriaq        | ullugiak             | ulluriaq                    | ulloriaq                 | utturiaq               |
| Altro                               | Terra                                             | tanax̂            | *luna           |                 | nuna             | nuna            | nuna            | nuna            | nuna            | nuna            | nuna            | nuna            | nuna            | nuna            | nuna            | nuna            | nuna            | nuna                  | nuna               | nuna            | nuna                 | nuna                        | nuna                     | nuna                   |
| Altro                               | Collina                                           | qayax̂            | *qemi           | qemix           | qemiq            | qemiq           | qemiq           | qimiq           | qimiq           | qimiq           | qimiq           | qimiq           | qimiq           | qimiq           | qimiq           | qimiq           | qimiq           | qimiq                 | qimiq              | qimiq           | kimik                | qimiq                       | qimeq                    | qimiq                  |
| Altro                               | Albero/Bosco                                      |                  | *napar-         | napax           | napartuq         | napaq           | napa            | napaaqtuq       | napaaqtuq       | napaaqtuq       | napaaqtuq       | napaaqtuq       | napaaqtuq       | napaaqtuq       | napaaqtuq       | napaaqtuq       | napaaqtuq       | napaaqtuq             | napaaqtiq          | napaattuq       | napaattuk            | uqpik/napaaqtuq             | urpik/napaartoq          | urpik/napaartuq        |
| Altro                               | Latrato                                           | qihlux           | *qiluɣ          | qelux           | qilugaq          | qiluk           | qiluk           | qiluk           | qiluk           | qiluk           | qiluk           | qiluk           | qiluk           | qiluk           | qiluk           | qiluk           | qiluk           | qiluk                 | qiluk              | qiluk           | kiluk                | qiluk                       | qiluk                    | qiliilaq               |
| Altro                               | E/Anche                                           | ama              | *amma           | ama/sama        | amahwa/aamta     | amleq/cama      | amleq/cama      | amma            | amma            | amma            | amma            | amma            | amma            | amma            | amma            | amma            | amma            | amma                  | amma               | amma            | amma                 | amma                        | aamma                    | aamma                  |
| Altro                               |                                                   |                  |                 |                 |                  |                 |                 |                 |                 |                 |                 | angatkuq        | angatkuq        | angatkuq        | angatkuq        | angatkuq        | angakkuq        | angakkuq              | angakkuq           | angakkuq        | angakkuk             | angakkuq                    | angakkoq                 | angakkiq               |
| Altro                               | Cielo                                             | inix̂             | *qilaɣ          | qilex           | qilak            | qilak           | qilak           | qilak           | qilak           | qilak           | qilak           | qilak           | qilak           | qilak           | qilak           | qilak           | qilak           | qilak                 | qilak              | qilak           | kilak                | qilak                       | qilak                    | qilak                  |
| Altro                               |                                                   |                  |                 |                 |                  |                 |                 |                 |                 |                 |                 | kunik           | kunik           | kunik           | kunik           | kunik           | kunik           | kunik                 | kunik              | kunik           | kunik                | kunik                       | kunik                    | kunik                  |
| Altro                               | Penna                                             | haka             | *culuk          | silek           | siluk            | culuk           | culuk           | suluk           | chuluk          | suluk           | suluk           | huluk           | suluk           | huluk           | huluk           | huluk           | suluk           | suluk                 | suluk              | suluk           | suluk                | huluk                       | suluk                    | siik                   |
| Altro                               | Latte                                             | mulukax          | *emug, itug     | ituk/emunge     | ituk/emuk        | muk             | ituk            | immuk           | immuk           | immuk           | immuk           | ituk            | miluk           | miluk           | ituk            | immuk           | immuk           | immuk                 | immuk              | immuk           | immuk                | immuk                       | immuk                    | immuk                  |
| Altro                               |                                                   | wa               | *uva            | hwa             | hwa              | w'a             | w'a             | uvvaa           | uvvaa           | uvva            | uvva            | uvva            | uvva            | uvva            | uvva            | uvva            | uvva            | uvva                  | uvva               | uvva            | uvva                 | uhha                        | uffa                     | uppa                   |
| Altro                               | Kayak                                             | iqyaq            | *qyaq           | qajax           | qayaq            | qayaq           | qayaq           | qayaq           | qayaq           | qayaq           | qayaq           | qayaq           | qayavialuk      | qayaq           | qayaq           | qayaq           | qajaq           | qajaq                 | qajaq              | qajaq           | kajak                | qajaq                       | qajaq                    | saqqit                 |
| Aggettivi e Espressioni             | Brrr\| Che freddo\|                               | ababa            | *alaapaa        |                 |                  |                 |                 | alaapa          | alaappa         | alaappa         | alaappa         | alaappa         | alaappa         | alaappa         | alaappa         | ikkii           | ikkii           | ikkii                 | ikkii              | ikkii           | ikkii                | ikkii                       | ikkii                    | ikkii                  |
| Aggettivi e Espressioni             | Ancora/Anche/Di più                               | ahlii            | *culi           | sali            | salin            | cali            | cali            | suli            | chuli           | suli            | suli            | huli            | suli            | huli            | huli            | huli            | suli            | suli                  | suli               | suli            | suli                 | huli                        | suli                     | suli                   |
| Aggettivi e Espressioni             | Moto ondoso del mare                              | hums             | *puvet          | puvceqertéẋ     | puuvaaquq        | puge-           | puve-           | puit-           | puit-           | puvit-          | puvit-          | puvit-          | puvit-          | puvit-          | puvit-          | puvit-          | puvit-          | puvit-                | puvit-             | puvit-          | puvit-               | puvit-                      | puik-                    | puiq-                  |
| Aggettivi e Espressioni             | Lungo                                             | adul             | *takǝ(v)        | takevaláẋ       | taakǝlʁi         | takequq         | takequq         | tagiruq         | tagiruq         | takiruq         | takiruq         | takiruq         | takiyuq         | takiyuq         | takiyuq         | takiyuq         | takijuq         | takijuq               | takijuq            | takijuq         | takijuk              | takihuuq                    | takisooq/takivoq         | tagiliq                |
| Aggettivi e Espressioni             | Grasso                                            | ignatul          | *quvi           | quginaẋ         | quginaq          | quili           | quvinaq         | quiniq          | quiniq          | quiniq          | quiniq          | quiniq          | quiniq          | quiniq          | quiniq          | quiniq          | quiniq          | quiniq                | quiniq             | quiniq          | kuinik               | quiniq                      | quineq                   | quiniq                 |
| Aggettivi e Espressioni             | Bianco                                            | quhmax̂           | *qătǝ-ʁ         | qetex           | qeteq            | qeteq           | qeter-          | qatiq           | qatiq           | qatiq           | qatiq           | qatiq           | qatiq           | qakuqtaq        | qaquqtaq        | qakuqtaq        | qakuqtaq        | qakuqtaq              | qakuqtaq           | qakutaq         | kakuttak             | qakuqtuq                    | qaqortoq                 | qaartiq                |
| Aggettivi e Espressioni             | Capelli grigi                                     | qidaayux         | *qirʁǝʁ         | qircéreɫeẋ      | qiiq             | qiiq            | qiiq            | qiʁriq          | qirʁiq          | qirʁiq          | qirʁi           | qirʁiq          | qiyriq          | qiiq            | qiriq           | qiiq            | qiiq            | qiiq                  | qiiq               | qiiq            | kiik                 | qiiq                        | qeeq                     | qiiq                   |
| Aggettivi e Espressioni             | Rame                                              | kanuuyax̂         | **kanɣu-ja      | kanuje          | kanuya           | kanuyaq         | kanuyaq         | kannuuyaq       | kannuyaq        | kannuyaq        | kannguyaq       | kannuyaq        | kannuyaq        | kannuyaq        | kannuyaq        | kanuhaq         | kannujaq        | kannujaq              | kannujaq           | kanusaq         | kannujak             | kannussaq                   | kanngussak               | kanngutsak             |
| Numeri                              | 1                                                 | ataqan           | *ataʁu-ci-      | ateresex        | ataaziq          | atauciq/atuusiq | atauciq         | atausiq         | atauchiq        | atausriq        | atausiq         | atauhiq         | atausiq         | atauhiq         | atauhiq         | atauhiq         | atausiq         | atausiq               | atausiq            | atausiq         | atausik              | atauhiq                     | ataaseq                  | alaasiq                |
| Numeri                              | 2                                                 | aalax̂            | *malǝʁu-        | malrug          | malghuk          | malluk          | malruk          | marluuk         | marluk          | malruk          | malruk          | malruk          | malruk          | malruuk         | malruuk         | malruuk         | marruuk         | marruuk               | marruuk            | maqruuk         | magguuk              | marluk                      | marluk                   | martut                 |
| Numeri                              | 3                                                 | qankun(-s)       | *pingajunt      | pingejug        | pingayut         | pingaun         | pingayun        | pingasut        | pingachut       | piñgasrut       | piñgasut        | piñgahut        | pingasut        | pingahut        | pingahut        | pingahut        | pingasut        | pingasut              | pingasut           | pingasut        | pingasut             | pingahut                    | pingasut                 | pingasit               |
| Numeri                              | 4                                                 | siiching         | *cǝtama-        | sitamij         | sitamat          | staamat         | cetaman         | sitaman         | chitaman        | sisaman         | sisaman         | hihaman         | sitaman         | hitaman         | hihamat         | hitamat         | sitamat         | tisamat               | sitamat            | sitamat         | sitamat              | hihamat                     | sisamat                  | siamat                 |
| Numeri                              | 5                                                 | chaang           | *taɫiman        | tasímengíyi     | taɫimat          | taɫiman         | taɫiman         | tauliman        | taliman         | talliman        | talliman        | talliman        | talliman        | talliman        | tallimat        | tallimat        | tallimat        | tallimat              | tallimat           | tallimat        | tallimat             | taddimat                    | tallimat                 | tattimat               |
| Numeri                              | 6                                                 | atuung           | *aʁvinelegh     | inglex          | aghvínelek       | arwinlgen       | arvinglegen     | arwinilik       | arwinilik       | itchaksrat      | itchaksat       | itchakhat       | arvinillik      | arvinillik      | arviniq         | arvinraq        | arviniqtut      | arviniliit            | pingasuujuqtut     | pingasuujurtut  | pingasuujuttut       | arhiniddit                  | arfinillit               | arpiniit               |
| Numeri                              | 10                                                | hatix̂            | *qulǝ(ŋ)        | qulex?          | qula             | qulin           | qula            | qulit           | qulit           | qulit           | qulit           | qulit           | qulit           | qulit           | qulit           | qulit           | qulit           | qulit                 | qulit              | qulit           | kulit                | qulit                       | qulit                    | qutit                  |
|                                     |                                                   | Aleutino         | Proto-eschimese | Sirenik         | Yupik siberiano  | Alutiiq         | Yup'ik          | Seward Inupiaq  | Qawiaraq        | Malimiutun      | North Slope     | Uummarmiutun    | Siglitun        | Inuinnaqtun     | Natsilik        | Kivalliq        | Aivilik         | Baffin settentrionale | Baffin meridionale | Nunavik         | Inuttut del Labrador | Groenlandese settentrionale | Groenlandese occidentale | Groenlandese orientale |